# Crkva sv. Luke u Splitu
Crkva sv. Luke je bivša rimokatolička crkva u Splitu, na adresi Porinova bb.

## Opis
Crkva sv. Luke iz 15. stoljeća nalazi se u južnom dijelu Velog varoša, a na istočnoj je strani u bloku s okolnim kućama. Jednobrodna je renesansna građevina s apsidom, te sakristijom dodanoj na južnoj strani. Uz sjeverno pročelje su kamene stube za prilaz koru, a na glavnom pročelju od priklesanog kamena je portal s profiliranim arhitravom i zvonik na preslicu.

## Povijest
Crkva je datirana u 15. stoljeće. U Drugom svjetskom ratu, crkva je stradala u bombardiranju, a umjetnine, među kojima se izdvaja slikano raspelo iz 13. stoljeća su prenesene u crkvu sv. Duha. Godine 2010. započela je rekonstrukcija porušenoga krovišta.
Crkva danas više nije vjerski objekt, a o njoj se brine lokalna udruga.

## Zaštita
Pod oznakom Z-4801 zavedena je kao nepokretno kulturno dobro - pojedinačno, pravna statusa zaštićena kulturnog dobra+.